# Frameries
Frameries é um município da Bélgica localizado no distrito de Mons, província de Hainaut, região da Valônia.